# Radula tenera
Radula tenera là một loài rêu trong họ Radulaceae. Loài này được Mitt. ex Stephani mô tả khoa học đầu tiên năm 1884.